# Tour Fico
La tour Fico (en italien : Torre Fico) est une tour côtière située dans la commune de San Felice Circeo, dans le Latium en Italie.

## Histoire
Construite pour la première fois en 1563, c'est l'une des quatre premières tours côtières, avec la tour Paola, la tour Moresca et la tour Cervia, érigées sur la côte du mont Circé pour protéger la région des raids des pirates sarrasins,. Leur construction est ordonnée par le pape Pie IV qui, en 1562, émet un bref confiant cette tâche aux seigneurs de Sermoneta et de San Felice. Le nom de la tour est probablement issu de la présence abondante de figuiers de Barbarie, appelés fichi d'India en italien, qui recouvrent encore la paroi rocheuse où elle est située.
La tour est détruite par les Britanniques en 1809 pendant les guerres napoléoniennes. Le pape Pie VII ordonne sa reconstruction en 1816, qui est achevée l'année suivante.

## Description
Le bâtiment est situé à l'extrémité la plus orientale du promontoire du mont Circé, surplombant la plage en contrebas et le golfe de Gaète à l'est. La tour a un plan circulaire.